# Eochaid af Skotland
Eochaid var konge af Skotland fra 878 til 889. Han styrede sammen med Giric, og var nevø af forgængeren Aedh. Faren var Run af Strathclyde.
Eochaid var ikke uden videre en kandidat til tronen efter reglerne for tanisteriet, og han sluttede sig derfor sammen med Giric for at tilrane sig tronen fra onklen Aedh. Da han fik magten blev Giric medkonge, og kilderne tyder på, at det var et meget anstrengt forhold mellem de to. Det skal have været under deres styre, at kirken i Skotland fik frihed til at organisere sig; tidligere havde den været bundet af pikternes regler og konventioner. 
Giric blev i 889 styrtet af Eochaids fætter Domnall mac Causantín. Det er muligt, at dette skete i forståelse med Eochaid, men Domnall tog magten som Donald II og forviste Eochaid. 
Det er ikke kendt hvornår og hvor han døde. 